# Sortenschutz
In Deutschland wird mit Sortenschutz ein im Sortenschutzgesetz oder der Verordnung (EG) Nr. 2100/94 des Rates über den gemeinschaftlichen Sortenschutz (GemSortV) rechtlich gesicherter Eigentumsanspruch auf Pflanzenzüchtungen bezeichnet. Dieser kann von dem Ursprungszüchter oder Entdecker einer Sorte beantragt werden (§ 8 SortSchG). Der Antrag muss beim Bundessortenamt oder beim Gemeinschaftlichen Sortenschutzamt (CPVO) gestellt und bearbeitet werden. Der Antragssteller wird nach Genehmigung dann als „Sortenschutzinhaber“ bezeichnet (§ 16 SortSchG); er kann sein Recht auf andere übertragen (§ 11 SortSchG). Der nationale Sortenschutz ist gegenüber dem gemeinschaftlichen Schutz inzwischen weit in den Hintergrund getreten (2018 in Deutschland 58 Anmeldungen, Bestand Ende 2018 1141 Rechte, in Österreich 0 Anmeldungen, Bestand 18 Rechte, europäisch 3554 Anmeldungen, Bestand 26896 Rechte).

## Wirkung des Sortenschutzes
Das Vermehrungsmaterial (also das Saatgut, Edelreiser oder Steckhölzer) der geschützten Sorte darf allein vom Sortenschutzinhaber der geschützten Sorte erzeugt, aufbereitet, in Verkehr gebracht, ein- oder ausgeführt werden (§ 10 SortSchG). Dieser Grundsatz gilt auch, wenn eine Sorte sich von der geschützten Sorte nicht deutlich unterscheiden lässt, oder deren Erzeugung die fortlaufende Verwendung der geschützten Sorte erfordert (z. B. Hybridsorten), des Weiteren wenn eine Sorte von der geschützten Sorte (Ausgangssorte) im Wesentlichen abgeleitet worden ist. Die Ausfuhr von Material einer geschützten Sorte, zum Zwecke der Vermehrung der Sorte in ein Land, das Sorten der Art, zu der die geschützte Sorte gehört, nicht schützt, ist ebenfalls nicht erlaubt.

## Beschränkungen der Wirkung des Sortenschutzes
Alle genannten Einschränkungen gelten nicht für private nichtgewerbliche Zwecke und auch nicht für Versuchszwecke (§ 10a SortSchG). Dadurch ist zum Beispiel die Gewinnung von Saatgut einer geschützten Sorte für die Verwendung im eigenen Garten erlaubt. Des Weiteren gilt der Sortenschutz nicht, wenn der Sortenschutzinhaber das Material selbst in Verkehr gebracht hat, oder dem In-Verkehr-bringen durch andere zugestimmt hat. Dies berechtigt aber nicht, nach dem Kauf selbst Saatgut einer geschützten Sorte zu züchten, um es anschließend weiterzuverkaufen. Auch bei der Ausfuhr einer geschützten Sorte in ein Land, das Sorten wie die der geschützte Sorte nicht schützt, zum Zwecke des Anbaus der Sorte (also nicht zu deren Zucht oder Weiterzucht) besteht kein Sortenschutz (§ 10b SortSchG).
Der Sortenschutz dauert 25 Jahre, bei Hopfen, Kartoffel, Rebe und Baumarten 30 Jahre von der Genehmigung des Schutzes an (§ 13 SortSchG).

## Kosten des Sortenschutzes
Für die Aufrechterhaltung des nationalen Sortenschutzes sind gestaffelte und von der Artengruppe abhängige Jahresgebühren zu entrichten, die sich auf bis zu 900 Euro belaufen. Die Jahresgebühr für den gemeinschaftlichen Sortenschutz beträgt einheitlich 300 Euro.

## Geschichte
Das Sortenschutzrecht hat sich im Verhältnis zum Patentrecht erst spät entwickelt (allerdings kannte der Kirchenstaat schon 1833 eine Regelung für neue landwirtschaftliche Arten), obwohl die Materie, auf die es sich bezieht, das Pflanzenzüchtungswesen, bereits alt ist. Bemühungen um ein modernes Züchterrecht gehen in Deutschland auf den „Vater der modernen Pflanzenzüchtung“ Erwin Baur zurück, den Direktor des Kaiser-Wilhelm-Instituts für Züchtungsforschung. Der erste Entwurf eines Saat- und Pflanzgutgesetzes wurde 1929 vorgelegt. Die Vereinigten Staaten schufen 1930 eine Patentierungsmöglichkeit (US Plant Patent Act). Auch in Frankreich und den Niederlanden wurden recht früh Schutzsysteme geschaffen. 1938 wurde die Züchterorganisation ASSINSEL (Association Internationale des Sélectionneurs pour la Protection des Obtentions Végétales) aktiv, die inzwischen mit der Fédération Internationale du Commerce des Semences (FIS) vereinigt ist.
Ein eigenständiger Sortenschutz wurde in der Bundesrepublik Deutschland 1953 im Rahmen des Gesetzes über Sortenschutz und Saatgut von Kulturpflanzen vom 27. Juni 1953 eingeführt, dessen erster Teil zunächst die Rechtsgrundlage für den Sortenschutz bildete. Mit diesem Gesetz war erstmals in Deutschland ein privatrechtliches, dem Patentrecht ähnliches Schutzrecht für Pflanzenzüchtungen geschaffen worden. Grund hierfür waren Schwierigkeiten bei der Patentierung botanischer Neuzüchtungen. Zugleich wurde das Bundessortenamt in Rethmar (heute in Hannover mit 12 Prüfstellen) errichtet. Eine internationale Organisation, die UPOV (Union Internationale pour la Protection des obtentions végétales), wurde außerhalb des Systems der Pariser Verbandsübereinkunft, aber in enger Zusammenarbeit mit dieser, 1961 in Genf errichtet, das maßgebliche Übereinkommen ist das Internationale Übereinkommen zum Schutz von Pflanzenzüchtungen vom 2. Dezember 1961 (BGBl. 1968 II S. 428, geändert durch die Zusatzakte vom 10. November 1972 BGBl. 1976 II S. 437). Die Vertragsstaaten dieses Übereinkommens bilden untereinander einen Verband zum Schutz von Pflanzenzüchtungen.
Die Übereinkunft gewährt dem Züchter einer neuen Pflanzensorte in diesem Verband Verwertungsrechte (Art. 1 Abs. 1 des Übereinkommens). Für das Erzeugen, Feilhalten oder den gewerbsmäßigen Vertrieb ist die Zustimmung des Züchters nötig (Art. 5 Abs. 1 des Übereinkommens). Züchter können sowohl natürliche als auch juristische Personen sein. Den Schutz genießen sie grundsätzlich nur, wenn sie ihren Wohnsitz oder Sitz in einem Vertragsstaat haben. Angehörige der Verbandsstaaten mit Sitz außerhalb des Verbands, genießen ebenfalls die gleichen Rechte, sofern sie den Verpflichtungen nachkommen, die ihnen gegebenenfalls auferlegt werden, um die Prüfung der von ihnen gezüchteten neuen Sorten und die Überwachung ihrer Vermehrung zu ermöglichen (Art. 3 Abs. 2 des Übereinkommens). Das Übereinkommen erforderte in der Bundesrepublik Deutschland eine Neuregelung, die durch das Gesetz über den Schutz von Pflanzensorten (Sortenschutzgesetz) vom 20. Mai 1968 unter Abtrennung des Saatgutverkehrsrechts erfolgt ist. Der Schutz konnte nämlich nicht mehr vom landeskulturellen Wert der Sorte abhängig gemacht werden, der allerdings weiterhin (mit Ausnahmen) Voraussetzung für die Sortenzulassung nach § 30 SaatG ist. Das Sortenschutzgesetz (SortSchG) vom 11. Dezember 1985 berücksichtigt insbesondere die Revision des Übereinkommens vom 23. Oktober 1978; es enthält darüber hinaus eine Bereinigung der verfahrensrechtlichen Regelungen, die durch eine weitgehende Verweisung auf das Verwaltungsverfahrensrecht des Bundes möglich wurde. Das Sortenschutzgesetz 1985 wurde in der Folgezeit mehrfach geändert, insbesondere durch das Erste Gesetz zur Änderung des Sortenschutzgesetzes (1. SortÄndG) aus dem Jahr 1992, das eine Ausdehnung des Sortenschutzes von nur bestimmten, in einem Artenverzeichnis genannten, auf nunmehr alle Pflanzensorten brachte. Das Sortenschutzänderungsgesetz 1997 (SortÄndG 1997) berücksichtigt die Neufassung des Übereinkommens vom 19. März 1991 sowie die inzwischen erfolgte gemeinschaftsrechtliche Regelung, die ihrerseits in ihrem materiellen Recht auf der Neufassung des Übereinkommens beruht. Die Verordnung (EG) Nr. 2100/94 des Rates über den gemeinschaftlichen Sortenschutz (GemSortV) schafft ein gemeinschaftsautonomes einheitliches gemeinschaftsweites Schutzrecht. Mit der gemeinschaftsrechtlichen Regelung sind für Deutschland zwei parallele Schutzsysteme wirksam; die Erteilung gemeinschaftlichen Sortenschutzes für dieselbe Sorte an denselben Inhaber führt dazu, dass für die Dauer des gemeinschaftlichen Sortenschutzes Rechte aus dem nationalen Sortenschutz nicht geltend gemacht werden können (§ 10c SortSchG); die Kollisionsregelung geht also weniger weit als im Patentrecht (Art. II § 8 IntPatÜbkG).

## Schutzfähige Sorte
Schutzfähig ist nach § 1 SortSchG eine Sorte, wenn sie folgende Kriterien erfüllt:
- Neuheit
- Homogenität
- Beständigkeit
- Unterscheidbarkeit
- eintragbare Sortenbezeichnung

Art. 6 GemSortV enthält für den gemeinschaftlichen Sortenschutz eine inhaltlich übereinstimmende Regelung. Die ersten drei Voraussetzungen werden nach ihren englischen Äquivalenten als „DUS“ (distinctness, uniformity, stability) apostrophiert. Zudem muss es sich um eine Sorte, d. h. eine pflanzliche Gesamtheit innerhalb eines einzigen botanischen Taxons (also einer als systematische Einheit erkannten Gruppe) der untersten bekannten Rangstufe handeln, die sich durch die aus einem bestimmten Genotyp oder einer bestimmten Kombination von Genotypen ergebende Ausprägung der Merkmale definiert, zumindest durch die Ausprägung eines dieser Merkmale von jeder anderen pflanzlichen Gesamtheit unterschieden und in Anbetracht ihrer Eignung, unverändert vermehrt zu werden, als Einheit angesehen werden kann (Art. 5 Abs. 2 GemSortV; § 2 Nr. 1a SortSchG). Das Abstellen auf einen bestimmten Genotyp oder eine bestimmte Kombination von Genotypen stellt sicher, dass der Sortenbegriff auf Gesamtheiten einheitlichen natürlichen Erscheinungsbilds beschränkt bleibt. Das Erfordernis der unterschiedlichen Ausprägung mindestens eines genotypischen Merkmals nimmt in der Sortendefinition das Erfordernis der Unterscheidbarkeit (§ 3 SortSchG) im Grundsatz, wenn auch nicht in der Tragweite, vorweg. Einige Rechtsordnungen (z. B. Japan, Neuseeland) lassen Sortenschutz auch außerhalb des Pflanzenreichs zu, so bei bestimmten Pilzarten.

### Unterscheidbarkeit
Eine Sorte ist nach § 3 Abs. 1 Satz 1 SortSchG und dem sachlich übereinstimmenden Art. 7 Abs. 1 GemSortV unterscheidbar, wenn sie sich in der Ausprägung wenigstens eines Merkmals von jeder anderen am Antragstag allgemein bekannten Sorte deutlich unterscheiden lässt. Dabei stellt die nationale Regelung in Abgrenzung zu der bis 1997 geltenden, die das „wichtige“ Merkmal im Auge hatte und damit Anlass zu Fehlauslegungen im Sinn einer Wertprüfung gab, anders als die gemeinschaftsrechtliche und die internationale Vorgabe, nach denen das Merkmal aus einem Genotyp oder einer Kombination von Genotypen resultieren muss, auf das „maßgebliche“ Merkmal ab. Bei der Auswahl der Merkmale ist den Ämtern ein Ermessen eingeräumt. Ungeeignete Kriterien (z. B. Pflanzenhöhe bei Ampelpflanzen der Art Sutera) haben, wie die Beschwerdekammer des GSA entschieden hat, außer Betracht zu bleiben. Mit dem Begriff der deutlichen Unterscheidbarkeit soll der umweltbedingten Variation der Ausprägung Rechnung getragen werden. Die Prüfung erfolgt hauptsächlich durch „Bonitierung“, d. h. Abschätzung und Einstufung von Pflanzenbeständen. In einzelnen Bundesländern ist sogar ausschließlich ein bestimmtes Landgericht für alle Sortenschutzstreitigkeiten zuständig.

### Homogenität
Nach § 4 SortSchG ist die Sorte homogen, wenn sie, abgesehen von Abweichungen auf Grund der Besonderheiten ihrer Vermehrung, in der Ausprägung der für die Unterscheidbarkeit maßgebenden Merkmale hinreichend einheitlich ist. Art. 8 GemSortV stimmt hiermit sachlich überein. Homogenität bedeutet im Gegensatz zu Heterogenität im Grundsatz hinreichende Einheitlichkeit in der Ausprägung der für die Unterscheidbarkeit maßgebenden Merkmale, d. h. im Erscheinungsbild (Phänotyp) oder in den Eigenschaften. Als Beispiele werden genannt: Halmlänge bei Getreide, Wurzelform bei Möhren, einheitlicher Beginn der Blüte bei Getreide, einheitliche äußere Struktur der Halme. Genetische Homogenität ist nicht erforderlich. Homogenität wird durch Anbauprüfung festgestellt, die sich insbesondere bei Fremdbefruchtern über mehrere Vegetationsperioden hinziehen wird.

### Beständigkeit
Nach § 5 SortSchG, mit dem Art. 9 GemSortV sachlich übereinstimmt, ist eine Sorte beständig, wenn sie in der Ausprägung der für die Unterscheidbarkeit maßgebenden Merkmale nach jeder Vermehrung oder, im Fall eines Vermehrungszyklus, nach jedem Vermehrungszyklus unverändert bleibt. Die Beständigkeit ist konstitutiv für das Bestehen einer Sorte. Die für die Unterscheidbarkeit maßgebenden Merkmale müssen nach jeder Vermehrung bzw. jedem Vermehrungszyklus den für die Sorte festgestellten Ausprägungen entsprechen, d. h. weiterhin vorhanden sein. Bei generativer Vermehrung müssen sie demnach vererbbar, bei vegetativer Vermehrung übertragbar sein. Eine Pflanze, der ein „Terminator-Gen“ eingefügt ist, das die Ausbildung der phänotypischen Merkmale nach der ersten Generation unterbricht, ist nicht beständig. Fraglich ist, ob das auch für die T-GURT-Technik gilt, bei der die Nachzucht keimfähig bleibt, die Pflanze aber ihre neue, durch Gentransfer bewirkte Eigenschaft nur ausprägt, wenn das Saatgut durch entsprechende Substanzen dazu aktiviert wird. Bei generativer Vermehrung kann – insbesondere bei Fremdbefruchtung – ein Abgleiten der Eigenschaften eintreten, der durch Erhaltungszüchtung begegnet werden kann.

### Neuheit
§ 6 SortSchG (und übereinstimmend Art. 10 GemSortV; entsprechend § 3 Abs. 5 österreich. Sortenschutzgesetz und Art. 8b schweiz. Sortenschutzgesetz) bestimmt, dass eine Sorte als neu gilt, wenn Pflanzen oder Pflanzenteile mit Zustimmung des Berechtigten oder seines Rechtsvorgängers vor dem Antragstag nicht oder nur innerhalb bestimmter Zeiträume zu gewerblichen Zwecken an andere abgegeben worden sind, die in bestimmten Fällen bis zu sechs Jahren betragen können. Das Erfordernis der Neuheit darf nicht mit dem im Patentrecht gleichgesetzt werden. Anders als im Patentrecht wird nicht auf eine Zurechnung zum Stand der Technik abgestellt. Betroffen ist nur die Frage der früheren Abgabe der Sorte, nicht die eines Vergleichs mit anderen Sorten. Wie im Patentrecht gilt allerdings das Prinzip der Weltneuheit. Deshalb kommt es grundsätzlich nicht darauf an, ob ein neuheitsschädlicher Tatbestand im Inland, in einem Verbandsstaat oder sonst im Ausland erfüllt worden ist. Nach Auffassung des deutschen Bundespatentgerichts widerspricht die Regelung in § 6 Abs. 1 SortSchG, der für die nationale Anmeldung auf das Gebiet der Europäischen Gemeinschaft abstellt, Art. 6 Abs. 1 des Internationalen Übereinkommens über den Schutz von Pflanzenzüchtungen, Fassung 1991 und sie ist auch nicht durch Art. 6 Abs. 3 Internationale Übereinkommen zum Schutz von Pflanzenzüchtungenses Übereinkommens gedeckt, schon weil es an einem gemeinsamen Vorgehen der EU-Mitgliedstaaten fehlt. § 6 Abs. 1 SortSchG soll damit im Gegensatz zu den Regelungen in anderen, ebenfalls der Europäischen Union angehörenden Verbandsstaaten solche Anmelder benachteiligen, die nationalen Schutz für eine Sorte in Deutschland begehren, und die Sorte entsprechend den Bestimmungen des Übereinkommens während der vier- oder sechsjährigen Neuheitsschonfrist zwar in Bezug auf den Anmeldestaat Deutschland im Ausland, aber im Gebiet der Europäischen Union abgegeben haben; diese Konventionswidrigkeit soll die geltende Regelung aber nicht wirkungslos machen. Der Bundesgerichtshof hat dagegen darauf abgestellt, dass § 6 Abs. 1 SortSchG mangels einer einheitlichen Regelung über eine kürzere Frist innerhalb der Union dahin auszulegen ist, dass eine Sorte als neu gilt, wenn Pflanzen oder Pflanzenbestandteiler mit Zustimmung des Berechtigten oder seines Rechtsvorgängers vor dem Antragstag nicht oder nur innerhalb eines Zeitraums von einem Jahr im Inland oder von vier Jahren im Ausland zu gewerblichen Zwecken an andere abgegeben worden sind Allerdings knüpfen an den Ort der Handlung unterschiedliche Neuheitsschonfristen an. Nicht neuheitsschädlich ist die gesetzlich vorgesehene Abgabe an amtliche Stellen, insbesondere die Abgabe im Rahmen der Sortenzulassung. Privilegiert sind auch Fälle der Lohnerzeugung oder -aufbereitung durch Dritte sowie der konzerninterne Verkehr.

## Verfahren
Sortenschutz wird nur auf Antrag erteilt. Nach § 22 Abs. 1 SortSchG (wie im Patentrecht) hat der Antragsteller im Sortenschutzantrag den oder die Ursprungszüchter oder Entdecker der Sorte anzugeben und zu versichern, dass seines Wissens weitere Personen an der Züchtung oder Entdeckung der Sorte nicht beteiligt sind. Ist der Antragsteller nicht oder nicht allein der Ursprungszüchter oder Entdecker, hat er anzugeben, wie die Sorte an ihn gelangt ist. Das Bundessortenamt ist nicht verpflichtet, diese Angaben zu prüfen. Der Antragsteller hat weiter die Sortenbezeichnung anzugeben, wobei er zunächst eine vorläufige Bezeichnung angeben kann. Für den gemeinschaftlichen Sortenschutz kann der Antrag auch bei einer beauftragten nationalen Behörde gestellt werden (Art. 49 GemSortV). Der Antrag ist gebührenpflichtig, wobei die Gebührenhöhe national und gemeinschaftsrechtlich unterschiedlich ist. Der Antrag begründet einen Zeitvorrang nach Art eines Prioritätsrechts (§ 23 SortSchG, Art. 52 GemSortV). Ob der Angabe der Sortenbezeichnung Prioritätswirkung für diese zukommt, ist strittig. Die ablehnende Ansicht von Würtenberger stützt sich darauf, dass der Anmeldung der Sortenbezeichnung als des Gattungsnamens mangels materiellen Zuordnungsgehalts keine zeitrangbegründende Wirkung zukomme.
Der Antrag wird bekanntgemacht (§ 24 SortSchG), mit der Bekanntmachung beginnt der vorläufige Schutz in Form eines Entschädigungsanspruchs (§ 37 Abs. 3 SortSchG, Art. 95 GemSortV), danach kann jeder gegen die Erteilung des Sortenschutzes Einwendungen erheben, die auf die Behauptungen gestützt werden können, die Sorte sei nicht unterscheidbar, nicht homogen, nicht beständig oder nicht neu, der Antragsteller sei nicht berechtigt oder die Sortenbezeichnung sei nicht eintragbar. Die Einwendungen sind zu begründen und innerhalb je nach Einwendungsgrund unterschiedlicher Fristen zu erheben (§ 25 SortSchG). Auch Art. 59 GemSortV sieht die Erhebung von Einwendungen (jedoch nicht die Einwendung der mangelnden Berechtigung) vor.
Anschließend findet die Registerprüfung (Anbauprüfung) statt. Sie dient der Feststellung, ob die Sorte unterscheidbar, homogen und beständig ist. Sie ist als Amtsprüfung ausgestaltet. Bei der Registerprüfung kann das Bundessortenamt auch Ergebnisse der Wertprüfung für die Sortenzulassung heranziehen. Von einer Anbauprüfung kann deshalb ganz abgesehen werden, wenn bereits ausreichende frühere Prüfungsergebnisse aus der Wertprüfung zur Verfügung stehen. Den Ergebnissen einer Wertprüfung kann aber geringere Relevanz zukommen als denen einer Prüfung auf Unterscheidbarkeit, Homogenität und Beständigkeit. Das Bundessortenamt kann sich für die Prüfung anderer fachlich geeigneter Stellen, auch im Ausland, bedienen. Seit Jahren besteht bei etwa 100 Pflanzenarten eine enge Zusammenarbeit mit benachbarten Staaten. Ergebnis der Zusammenarbeit sind gegenseitige Übernahme der in einem anderen Staat gewonnenen Prüfungsergebnisse und Zentralisierung der Sortenprüfung bei bestimmten Pflanzenarten in nur einem dieser Staaten. Das Gemeinschaftliche Sortenamt prüft nicht selbst. 2011 wurden dem Bundessortenamt bei Obst 30 % und bei Zierpflanzen 24 % der Auftragsprüfungen übertragen. Grundlage der Registerprüfung ist das vom Antragsteller für die Prüfung erstmals vorgelegte Vermehrungsmaterial oder Saatgut.
Nach der Prüfung wird ein Prüfungsbericht erstellt und dem Antragsteller übersandt (§ 7 BSAVfV). Die Erteilung des (nationalen) Sortenschutzes stellt einen von der mit einem fachkundigen Mitglied besetzten „kleinen“ Prüfabteilung zu erlassenden begünstigenden Verwaltungsakt dar. Nach § 69 VwVfG ist auch sie – anders als im Patentrecht – zu begründen. Es wird jedoch, wenn keine Einwendungen nach § 25 SortSchG erhoben worden sind, eine knappe Begründung dahin ausreichen, dass die Voraussetzungen für die Erteilung des Sortenschutzes gegeben sind. Die Zurückweisung des Antrags erfolgt ebenfalls in Form eines Verwaltungsakts. Auch sie ist zu begründen. Nach Eintritt der Unanfechtbarkeit der Erteilung werden in die Sortenschutzrolle unter anderem die Art und die Sortenbezeichnung, die festgestellten Ausprägungen der für die Unterscheidbarkeit maßgebenden Merkmale, bei Sorten, deren Pflanzen durch Kreuzung bestimmter Erbkomponenten erzeugt werden, auch der Hinweis hierauf eingetragen (§ 28 SortSchG). Die Eintragungen werden im Blatt für Sortenwesen bekanntgemacht.
Verzicht auf den Sortenschutz ist zu einem bestimmten, in der Zukunft liegenden Zeitpunkt möglich.
Die Entscheidungen der Prüfabteilung des Bundessortenamts sind mit dem Widerspruch anfechtbar, der grundsätzlich aufschiebende Wirkung hat. Für das Widerspruchsverfahren gelten die Bestimmungen des Verwaltungsverfahrensgesetzes des Bundes über das förmliche Verwaltungsverfahren. Gegen die Entscheidungen des Widerspruchsausschusses ist die Beschwerde an das Bundespatentgericht eröffnet, bei dem der Beschwerdesenat für Sortenschutzsachen (36. Senat) zur Entscheidung berufen ist. Von der Beschwerdemöglichkeit wird selten Gebrauch gemacht. Der Beschwerdesenat entscheidet je nach dem Gegenstand der angefochtenen Entscheidung entweder in der Besetzung mit zwei rechtskundigen und zwei technischen Richtern oder mit drei rechtskundigen Richtern, letzteres bei Änderung des Sortenbezeichnung. Bisher sind elf Entscheidungen dieses Senats ergangen. Gegen die Entscheidung des Patentgerichts ist wie im Patentrecht die Rechtsbeschwerde an den Bundesgerichtshof eröffnet.
Die GemSortV kennt ein Beschwerdeverfahren zu der (den) beim Gemeinschaftlichen Sortenamt gebildeten Beschwerdekammer(n). Die Beschwerde steht auch denen zu, die im Verwaltungsverfahren schriftlich Einwendungen gegen die Erteilung erhoben haben. Sie ist innerhalb von zwei Monaten nach Zustellung der Entscheidung schriftlich beim Gemeinschaftlichen Sortenamt einzulegen; Einlegung bei nationalen Ämtern ist nicht fristwahrend. Sie muss innerhalb von vier Monaten nach Zustellung der angefochtenen Entscheidung schriftlich begründet werden. Die Beschwerde ist gebührenpflichtig. Die Beschwerdekammer entscheidet grundsätzlich in Dreierbesetzung. Bisher liegen 41 Entscheidungen von ihr vor. Klage zum Europäischen Gericht erster Instanz (EuG) in Luxemburg gegen die Entscheidungen der Beschwerdekammer ist nach Maßgabe des Art. 73 GemSortV statthaft. Die Prüfung vor dem EuG ist mit der bei einer Rechtsbeschwerde vergleichbar und auf eine Rechtmäßigkeitskontrolle der Beschwerdekammerentscheidung gerichtet, das Verfahren entspricht dem nach der Gemeinschaftsmarkenverordnung. Der Kläger muss im Sinn von Art. 68 GemSortV individuell betroffen sein; eine berufsständische Vereinigung, die zur Verteidigung und Vertretung der Interessen ihrer Mitglieder gegründet wurde, ist nur dann klagebefugt, wenn sie selbst wegen der Beeinträchtigung ihrer eigenen Interessen als Vereinigung individualisiert ist. Das Gericht ist nicht zu einer umfassenden Nachprüfung verpflichtet, es kann sich vielmehr auf die Kontrolle offensichtlicher Beurteilungsfehler beschränken. Die dem Gericht nach Art. 73 Abs. 3 GemSortV zustehende Abänderungsbefugnis bewirkt nicht, dass es dazu ermächtigt wäre, seine eigene Beurteilung an die Stelle der von der Beschwerdekammer vorgenommenen Beurteilung zu setzen, oder dazu, eine Frage zu beurteilen, zu der die Beschwerdekammer noch nicht Stellung genommen hat. Vor dem EuG besteht Anwaltszwang. Die die Instanz abschließende Entscheidung des EuG kann bei dem in letzter Instanz entscheidenden EuGH angefochten werden.

## Rechte des Sortenschutzinhabers
Die Rechte des Inhabers aus dem Sortenschutz sind im nationalen Recht Deutschlands in § 10 SortSchG aufgeführt, Ausnahmen regeln § 10a und § 10b SortSchG. Die entsprechende Regelung findet sich in Art. 13 GemSortV. Die Regelung ist mit der in § 9, § 10 und § 14 PatG vergleichbar. Der Schutz ist nicht so umfassend wie der Sachschutz beim Patent. Der Inhaber hat ein ausschließliches Vermehrungsrecht, aus dem ein Verbietungsrecht gegenüber Dritten fließt. Nach nationalem Recht ist davon Vermehrungsmaterial (Pflanzen und Pflanzenteile) der geschützten Sorte erfasst. Das Verbietungsrecht erfasst Erzeugung, Inverkehrbringen und Aufbewahrung.
Gegenstand des Sortenschutzes ist die „eigentliche“ (ursprüngliche) Sorte. Neue Sorten, die von geschütztem Material Gebrauch machen, sind von diesen im sortenrechtlichen Sinn abhängig, sie werden unter den in § 10 Abs. 3 SortSchG und Art. 13 Abs. 5 bis 8 GemSortV geregelten Voraussetzungen als „im Wesentlichen abgeleitete Sorten“ (essentially derived variety, EDV) bezeichnet. Dadurch soll der Sortenschutz gestärkt und auch auf Plagiatsorten ausgedehnt werden, die sich womöglich nur in einem für den Anbau- oder Verkaufswert der Sorte unwesentlichen Merkmal von der als Ausgangssorte benutzten geschützten Sorte unterscheiden. Eine Sorte ist im Wesentlichen abgeleitet, wenn kumulativ für ihre Züchtung bzw. Entdeckung vorwiegend die Ausgangssorte oder eine andere Sorte, die selbst von der Ausgangssorte abgeleitet ist, als Ausgangsmaterial verwendet wurde, die abgeleitete Sorte deutlich unterscheidbar ist und sie in der Ausprägung der Merkmale, die aus dem Genotyp oder einer Kombination von Genotypen der Ausgangssorte herrühren, mit der Ausgangssorte im Wesentlichen übereinstimmt, dies abgesehen von Unterschieden, die sich aus der verwendeten Ableitungsmethode ergeben („genetische Konformität“).
Das deutsche SortSchG unterscheidet zwischen Eingriffshandlungen in Bezug auf Vermehrungsmaterial und in Bezug auf sonstige Pflanzen(teile) und Erzeugnisse, die kein Vermehrungsmaterial sind. Dagegen stellt Art. 13 Abs. 2 GemSortV allgemein auf Material (Sortenbestandteile oder Erntegut) ab. Jegliche Erzeugung von Vermehrungsmaterial fällt unter den Sortenschutz, auch die, bei der das erzeugte Vermehrungsmaterial nicht für das Inverkehrbringen bestimmt ist. Erfasst werden auch Fälle sein, in denen die maßgeblichen Eigenschaften zwar zunächst ohne das Zutun des sie Nutzenden verfügbar wurden (z. B. durch Windflug), vom Nutzer aber zielgerichtet ausgenützt werden, jedoch kann die fehlende Absicht, die Erfindung zu benutzen und einen Vorteil aus ihr zu ziehen, erheblich sein. Das Patentrecht trägt dem jetzt in § 9c Abs. 3 PatG Rechnung („Auskreuzungen“). Die fertige Pflanze an sich, ihre Teile und aus ihr gewonnene Erzeugnisse sind nicht erfasst, so Topfpflanzen und Schnittblumen; Schutzlücken, die sich insbesondere beim Import von Konsumware (wie Schnittblumen oder Obst) aus dem schutzfreien Ausland ergeben konnten, wird seit der Neuregelung 1997 aber durch § 10 Abs. 1 Nr. 2 SortSchG begegnet, der seine Parallele in Art. 13 Abs. 3 GemSortV hat. Der Schutzumfang für eine geschützte Sorte wird damit über das Vermehrungsmaterial hinaus auch auf sonstige Pflanzen und Pflanzenteile und auch auf daraus unmittelbar gewonnene Erzeugnisse ausgedehnt. Die Regelung erstreckt den Schutzumfang auf Erzeugnisse aber nur, wenn der Sorteninhaber auf der jeweils vorhergehenden Stufe (Vermehrungsmaterial oder sonstige Pflanzen/Pflanzenteile) keine Gelegenheit hatte, sein Recht geltend zu machen; dadurch wird er veranlasst, seine Ansprüche zum frühestmöglichen Zeitpunkt, nämlich auf der Stufe des Vermehrungsmaterials, zu erheben („Kaskadenlösung“). Bei national geschützten Sorten besteht nämlich keine Möglichkeit, gegen deren Erzeugung im Ausland vorzugehen.
Beim In-Verkehr-bringen ergeben sich Schwierigkeiten bei „gekorenem“ Vermehrungsmaterial (der klassische Fall ist der Vertrieb von Saatkartoffeln als Speisekartoffeln). Der Vertreiber muss beim Vertrieb solchen Materials an die Vermehrung betreibende Landwirte durch geeignete Maßnahmen dafür Sorge tragen, dass die Rechte des Sortenschutzinhabers auf der gewerbsmäßigen Vertriebsstufe gewahrt bleiben, wenn die Abnehmer das gelieferte Erntegut zur Vermehrung verwenden.
Bei wortsinngemäßer Verwirklichung aller Merkmale liegt immer eine Sortenschutzverletzung vor. Genetische Übereinstimmung, die mittels DNA-Analyse beurteilt werden kann, ist vom Oberlandesgericht Düsseldorf (anders das Oberlandesgericht Karlsruhe) grundsätzlich als geeignet angesehen worden, Identität zu belegen, jedoch wird es auf die Fallumstände ankommen. Zum Schutzumfang ist ähnlich dem Äquivalenzbereich im Patentrecht ein Bereich („Toleranzbereich“) anerkannt, in dem einzelne der Ausprägungsmerkmale im Rahmen zu tolerierender Variationen verwirklicht sind.
Eingeschränkt wird das Recht aus dem Sortenschutz durch § 10a Abs. 1 SortSchG und Art. 15 GemSortV, in denen insbesondere der Züchtervorbehalt („research exemption“) wichtig ist. Nicht der Zustimmung des Sortenschutzinhabers bedarf es bei der Verwendung der geschützten Sorte zur Züchtung einer neuen Sorte. Inzuchtlinien zur Schaffung von Hybriden unterliegen jedoch besonderem Schutz. Eine Einschränkung erfolgt auch durch das heftig umstrittene „Landwirteprivileg“, das Landwirten weiterhin den bis in die 1900er Jahre freien Nachbau von Getreide, Kartoffeln, bestimmten Futterpflanzen und Ölsaat aus dem eigenen Erntegut („farm saved seed“, „semences de ferme“) erlaubt, bei Nicht-Kleinlandwirten aber nur gegen Zahlung einer „Nachbaugebühr“. Die Auseinandersetzung hierüber ist in Deutschland über Jahre zwischen der Saatguttreuhand (STV) und insbesondere der Arbeitsgemeinschaft bäuerliche Landwirtschaft mit großer Heftigkeit geführt worden und mehrfach zum BGH sowie zum Gerichtshof der Europäischen Gemeinschaften gelangt und ist auch jetzt noch nicht ganz abgeklungen. Der Gerichtshof der Europäischen Union hat auf ein Vorabentscheidungsersuchen des Bundesgerichtshofs entschieden, dass auch dann, wenn lediglich bestimmte Auskunfts- oder Anzeigepflichten verletzt werden, wie bei der Nichteinhaltung bestimmter Pflichten durch den nachbauenden Landwirt oder den Aufbereiter, der Schadensersatzanspruch in voller Höhe gegeben ist. Ein weiteres Vorabentscheidungsersuchen des OLG Düsseldorf betrifft Fragen des Zugangs des Auskunftsverlangens beim ebenfalls zur Auskunft verpflichteten Aufbereiter. Hier hat der Gerichtshof der Europäischen Union unter anderem entschieden, dass das Auskunftsersuchen des Sortenschutzinhabers an einen Aufbereiter nicht die Nachweise für die darin geltend gemachten Anhaltspunkte enthalten muss.
Die Erschöpfungsregelung im Sortenschutzrecht betrifft Material, das vom Schutzinhaber oder mit seiner Zustimmung in Verkehr gebracht worden ist (§ 10b SortSchG; Art. 16 GemSortV); nicht erfasst von der Erschöpfung ist grundsätzlich aber die erneute Vermehrung.
Die Widerrechtlichkeit der Benutzung durch Dritte entfällt, wenn diesem eine Nutzungserlaubnis (Nutzungsrecht, Zwangsnutzungsrecht, § 12, § 12a SortSchG, Art. 29 GemSortV) zur Seite steht. Zwangslizenzen am gemeinschaftlichen Sortenschutz können nur vom Gemeinschaftlichen Sortenamt erteilt werden.

## Sortenschutz außerhalb Deutschlands
Für den Sortenschutz besteht ein von der UPOV verwaltetes internationales System im Internationalen Übereinkommen zum Schutz von Pflanzenzüchtungen, dem derzeit 71 Staaten und die Europäische Union angehören. Als Züchter oder Entdecker einer neuen Sorte kann man den Sortenschutz mit Wirkung für Deutschland auf Grundlage des Sortenschutzgesetzes beim Bundessortenamt beantragen, in Österreich beim Institut für Sortenwesen des Institutes für Ernährungssicherheit, in der Schweiz beim Büro für Sortenschutz des Bundesamts für Landwirtschaft. Wichtiger ist für Deutschland und Österreich inzwischen der gemeinschaftliche Sortenschutz, der vom Gemeinschaftlichen Sortenamt in Angers (Frankreich) EU-weit erteilt wird, und der innerhalb der Europäischen Union die nationalen Schutzsysteme an den Rand gedrängt hat. Beim Sortenschutz handelt es sich um ein eigenständiges geistiges Eigentumsrecht bzw. geistiges Monopolrecht und nicht um ein Patent. Ein Patent kann zum Schutz von Pflanzensorten und Tierrassen, jedenfalls nach deutschem Patentrecht, nicht erteilt werden, würde jedoch einen umfangreicheren Schutz als der Sortenschutz bieten. Ende 2014 waren 22.554 gemeinschaftliche Sortenschutzrechte in Kraft. Nach nationalem Sortenschutz bestanden in Deutschland am 1. März 2007 2.391 Schutzrechte, am 1. April 2014 noch 1.764; die Zahl hat sich durch den gemeinschaftlichen Sortenschutz in den letzten Jahren stark vermindert.
Die folgende Aufstellung ist unvollständig. In zahlreichen Staaten existiert noch keine Gesetzgebung.
| Staat                                       | Gesetz                                                                                                 | verabschiedet  | geändert   | Anmerkungen                                                                                           |  |
| ------------------------------------------- | --- | -------------- | ---------- | --- |  |
| Österreich                                  | Sortenschutzgesetz                                                                                     | 2001           |            | 0–2 Anmeldungen jährlich (2004–2013). Der Gemeinschaftliche Sortenschutz umfasst auch Österreich.     |  |
| Schweiz                                     | Sortenschutzgesetz                                                                                     | 20.03.1975     | mehrfach   | 69–77 Anmeldungen jährlich (2009–2013). Der Gemeinschaftliche Sortenschutz umfasst die Schweiz nicht. |  |
| Albanien                                    | Gesetz Nr. 8880 über Pflanzenzüchterrechte                                                             | 2002           |            | |  |
| Australien                                  | Plant Breeder’s Rights Act                                                                             | 1994           | 2002       | Anmeldungen 2013: 330                                                                                 |  |
| Belarus                                     | Sortenschutzgesetz                                                                                     | 1995           |            | Anmeldungen 2013: 57                                                                                  |  |
| Belgien                                     | Wet tot Bescherming van Kweekproducten; Loi sur la protection des obtentions végétales                 | 20.05.1975     | mehrfach   | |  |
| Brasilien                                   | Gesetz Nr. 9 456                                                                                       | 28.04.1997     |            | Anmeldungen 2013: 326                                                                                 |  |
| Bulgarien                                   | Gesetz über den Schutz neuer Pflanzensorten und Tierzüchtungen                                         | 04.10.1996     |            | |  |
| Volksrepublik China                         | Verordnung über den Schutz neuer Pflanzensorten                                                        | 1997           |            | Anmeldungen 2013: 1.510                                                                               |  |
| Dänemark                                    | Konsolidiertes Sortenschutzgesetz                                                                      | 05.02.1996     |            | |  |
| Estland                                     | Plant Variety Rights Act                                                                               | 01.07.1998     |            | |  |
| Finnland                                    | Gesetz über Pflanzenzüchterrechte Nr. 789/1992                                                         | 1992           | 1999       | |  |
| Frankreich                                  | Art L 623-1 – 623-35, R 623-1 – 623-58 CPI                                                             |                |            | |  |
| Irland                                      | Plant Varieties (Proprietary Rights) Act, 1980, Nr. 24                                                 | 22.01.1981     | mehrfach   | |  |
| Israel                                      | Gesetz über Pflanzenzüchterrechte 5733-1973                                                            |                | mehrfach   | Anmeldungen 2013: 46                                                                                  |  |
| Italien                                     | Gesetzesdekret Nr. 455                                                                                 | 03.11.1998     |            | |  |
| Japan                                       | Seeds and Seedlings Law (Gesetz Nr. 115)                                                               | 02.10.1947     |            | Anmeldungen 2013: 1.054                                                                               |  |
| Kanada                                      | Plant Breeders’ Rights Act, S.C. 1990, c. 20                                                           | 1990           | 1994       | Anmeldungen 2013: 322                                                                                 |  |
| Kenia                                       | Seeds and Plant Varieties Act                                                                          | 1972           |            | Anmeldungen 2013: 95                                                                                  |  |
| Kolumbien                                   | Decreto No. 533                                                                                        | 08.03.1994     |            | Anmeldungen 2013: 93                                                                                  |  |
| Republik Korea                              | Seed Industry Law 1995                                                                                 | 1995           | 2001       | Anmeldungen 2013: 599                                                                                 |  |
| Kroatien                                    | Sortenschutzgesetz                                                                                     | 05.12.1997     | 16.06.2000 | |  |
| Lettland                                    | Sortenschutzgesetz 2002                                                                                |                |            | |  |
| Liechtenstein                               | keine nationale Gesetzgebung                                                                           |                |            | Der Gemeinschaftliche Sortenschutz umfasst Liechtenstein nicht.                                       |  |
| Litauen                                     | Sortenschutzgesetz                                                                                     | 22.11.2001     |            | |  |
| Luxemburg                                   | keine nationale Gesetzgebung                                                                           |                |            | Der Gemeinschaftliche Sortenschutz umfasst auch Luxemburg.                                            |  |
| Mazedonien (frühere jugoslawische Republik) | Gesetz über Saatgut, Pflanzgut und Vermehrungsmaterial, Anerkennung, Genehmigung und Schutz von Sorten | Mai 2000       |            | |  |
| Mexiko                                      | |                |            | Anmeldungen 2013: 173                                                                                 |  |
| Moldawien                                   | Sortenschutzgesetz (Gesetz 915/1996)                                                                   | 1996           | 2000       | Anmeldungen 2013: 43                                                                                  |  |
| Niederlande                                 | Zaaizaad- en Plantgoedwet                                                                              | 06.10.1966     | mehrfach   | |  |
| Norwegen                                    | Lov om planteforedlerrett                                                                              | 12.03.1993     |            | Anmeldungen 2013: 30                                                                                  |  |
| Polen                                       | Sortenschutzgesetz                                                                                     | 2003           |            | |  |
| Portugal                                    | Decreto-Lei n.°213/90                                                                                  | 28.06.1990     |            | |  |
| Rumänien                                    | Gesetz Nr. 255                                                                                         | 30.12.1998     |            | |  |
| Russische Föderation                        | Law on the Protection of Selection Achievements                                                        | 06.08.1993     |            | Anmeldungen 2013: 555                                                                                 |  |
| Schweden                                    | Växtförädlarrättslag (SFS 1997:306)                                                                    | 1997           | 2004       | |  |
| Serbien                                     | Gesetz über den Schutz landwirtschaftlicher und forstlicher Kulturpflanzen                             | 30.06.2000     |            | Anmeldungen 2013: 45                                                                                  |  |
| Slowakei                                    | Gesetz Nr. 132/1989 über den gesetzlichen Schutz neuer Pflanzensorten und Tierzüchtungen               | 1989           | 1996, 2001 | |  |
| Slowenien                                   | Pflanzensortenschutzgesetz                                                                             | 11./18.12.1998 |            | |  |
| Spanien                                     | Gesetz 3/2000                                                                                          | 2000           |            | |  |
| Südafrika                                   | Plant Breeders’ Rights Act                                                                             | 1976           | 1996       | Anmeldungen 2013: 309                                                                                 |  |
| Tschechische Republik                       | Gesetz Nr. 408/2000                                                                                    | 25.10.2000     |            | |  |
| Tunesien                                    | Gesetz Nr. 99-42 über Saatgut, Pflanzgut und Pflanzenzüchtungen Tunesiens                              | 10.05.1999     |            | |  |
| Türkei                                      | Gesetz Nr. 5042                                                                                        |                |            | Anmeldungen 2013: 215                                                                                 |  |
| Ukraine                                     | Sortenschutzgesetz                                                                                     | 01.07.2002     |            | Anmeldungen 2013: 1.544                                                                               |  |
| Ungarn                                      | Gesetz Nr. XXXIX/2002                                                                                  | 2002           |            | Zuvor war Patentschutz möglich.                                                                       |  |
| Vereinigte Staaten von Amerika              | Pflanzenpatentgesetz (Plant Protection Act, PPA; Townsend-Purnell Act, 35 U.S.C. §§ 161–164)           | 23.05.1930     |            | Für vegetativ vermehrbare Pflanzen. Anmeldungen 2013: 483                                             |  |
| Vereinigte Staaten von Amerika              | Plant Patent Amendment Act 1998 (PVP 91 (2001), 69); U.S. Plant Variety Protection Act 1970 (PVPA)     |                |            | Für generativ vermehrbare Pflanzen. Anmeldungen 2013: 1.406                                           |  |
| Vereinigtes Königreich                      | Plant Varieties Act                                                                                    | 1997           |            | |  |

### Österreich
Der Sortenschutz ist im Bundesgesetz über den Schutz von Pflanzensorten (Sortenschutzgesetz) 2001 (BGBl. I Nr. 109/2001) geregelt. Dessen § 1 enthält Begriffsbestimmungen, § 3 regelt die Schutzvoraussetzungen; die Sorte muss demnach unterscheidbar, homogen, beständig und neu sein. § 4 regelt die Wirkungen des Sortenschutzes, § 5 dessen Dauer und Ende, § 6 die Zwangslizenzen. Der 2. Teil regelt in § 7 bis § 16 die Sortenschutzerteilung einschließlich Übertragung, Aufhebung und Nichtigerklärung sowie Pflichten des Sortenschutzinhabers. Der 3. Teil befasst sich in § 17 und § 18 mit der Sortenbezeichnung. Im 4. Teil (§ 19 bis § 22) sind die Behörden, ihre Zuständigkeit und das Verfahrensrecht geregelt. Sortenschutzamt ist das Bundesamt für Ernährungssicherheit (§ 19). Die Nichtigkeitsabteilung entscheidet in Verfahren auf Erteilung einer Zwangslizenz, auf Nichtigerklärung und behördliche Übertragung des Sortenschutzes sowie auf Löschung einer Sortenbezeichnung (§ 20). Das Bundesamt für Ernährungssicherheit hat ein mindestens vierteljährlich erscheinendes Sorten- und Saatgutblatt herauszugeben (§ 21) und ein öffentliches Sortenschutzregister zu führen (§ 22). Der 5. Teil regelt die Gebühren (§ 23), zivilrechtliche Ansprüche (§ 24), er enthält eine Strafbestimmung (§ 25) und eine weitere zu Verwaltungsstrafen (§ 26), weiter Übergangsbestimmungen (§ 27), eine Regelung zum Inkrafttreten (§ 28) und Bestimmungen zur Vollziehung (§ 29).

### Schweiz
Es gilt das mehrfach geänderte Bundesgesetz über den Schutz von Pflanzenzüchtungen (Sortenschutzgesetz) vom 20. März 1975 (AS 1977, 862; SR 232.16). In dessen erstem Kapitel enthält Art. 2 Begriffsbestimmungen, Art. 8b regelt die schutzfähigen Sorten. Art. 5 regelt die Wirkungen des Sortenschutzes im Grundsatz, Art. 6 die Ausnahmen. Das Landwirteprivileg ist Gegenstand von Art. 7. Die Erschöpfung des Sortenschutzes ist in Art. 8a normiert. Das Recht auf Sortenschutz ist Gegenstand des 3. Abschnitts (Art. 9 bis Art. 11), Sortenbezeichnung und Marke des 4. Abschnitts (Art. 12 bis Art. 13b). Änderungen im Bestand des Sortenschutzes (einschließlich Nichtigerklärung und Aufhebung) sind im 5. Abschnitt (Art. 14 bis Art. 17) geregelt. Der 6. Abschnitt betrifft Änderungen im Recht auf Sortenschutz und im Recht am Sortenschutz (Art. 18 bis Art. 20), der 7. Abschnitt (Art. 21 bis Art. 22b) Lizenzen. Im 2. Kapitel sind Organisation und Verfahren geregelt. Zuständige Behörde ist das Büro für Sortenschutz des Bundesamts für Landwirtschaft (Art. 23). Das Büro für Sortenschutz beauftragt für die Prüfung der Sorte auf Unterscheidbarkeit, Homogenität und Beständigkeit eine eidgenössische landwirtschaftliche Forschungsanstalt oder eine andere geeignete Stelle; es kann ausländische Prüfungsergebnisse anerkennen (Art. 24) und ausländische Sortenschutztitel anerkennen (Art. 31a). Sortenschutzregister und Veröffentlichungen sind in den Art. 32 bis 34 geregelt, die Gebühren in Art. 36. Das 3. Kapitel betrifft den zivilrechtlichen Schutz, das 4. Kapitel den strafrechtlichen. Das 5. Kapitel enthält schließlich Schlussbestimmungen. Daneben gilt die Verordnung über den Schutz von Pflanzenzüchtungen (Sortenschutzverordnung) vom 25. Juni 2008 (SR 232.161).

## Wirtschaftliche Bedeutung
Die wirtschaftliche Bedeutung resultiert aus dem Recht des Sortenschutzinhabers, an der Vermehrung der geschützten Sorte in jedem Fall finanziell zu partizipieren. In Deutschland ist es gewerblichen Nutzern (z. B. Landwirten) nicht erlaubt ohne Zustimmung des Sortenschutzinhabers Vermehrungsgut zu erzeugen oder aufzubewahren (§ 10 Abs. SortG). So ist es ohne Erlaubnis nicht möglich einen Teil der Ernte eines Jahres aufzubewahren, um diese Früchte in den folgenden Jahren zur Aussaat zu nutzen. Dieses Recht des Sortenschutzinhabers wird für einige wenige Sorten in § 10a Abs. 2 SortG eingeschränkt, allerdings nur dahingehend, dass die erneute Aussaat (Vermehrung) nicht generell durch den Sortenschutzinhaber verhindert werden kann. Auch für diese Sorten ist der Landwirt "dem Inhaber des Sortenschutzes zur Zahlung eines angemessenen Entgelts verpflichtet" (§ 10a Abs. 3 SortG).
Sortenschutz ist ein Schutzrecht, das es dem Züchter ermöglicht, seine Sorte wirtschaftlich zu verwerten, um damit eine Entlohnung seiner (intellektuellen und finanziellen) Vorleistungen zu erhalten. Der Sortenschutz wird deshalb häufig von kleinen und mittleren Unternehmen beantragt. Die Zahl der Anmeldungen beim Gemeinschaftlichen Sortenamt liegt seit Jahren kontinuierlich zwischen 2.500 und 3.297 (2013) pro Jahr. Davon waren 2013 55 % Zierpflanzen – mit Abstand führend Rose und Chrysantheme – und 20 % landwirtschaftliche Nutzpflanzen (mit Abstand an erster Stelle Mais vor Sommerweizen und Kartoffel), bei den gärtnerischen Sorten an der Spitze Gartensalat. Bei der wirtschaftlichen Bewertung der vorgenannten Zahlen, muss berücksichtigt werden, dass landwirtliche Nutzpflanzen (z. B. Kartoffeln, Getreide) in deutlich größerem Umfang angebaut werden als Zierpflanzen (z. B. Rosen, Chrysantheme). Die genannte hohe Anteil bei den Anmeldungen für Zierpflanzen folgt auch aus den besonderen Vorschriften für Zierpflanzen (für Deutschland z. B. in § 3a Abs. 1 Nr. 2 des Saatgutverkehrsgesetzes). Bei der Herkunft der Anmelder liegen die Niederlande deutlich vor Frankreich, Deutschland und den USA an der Spitze.
Der internationale Sortenschutz (UPOV-Abkommen), der auch in der EU und in Deutschland in geltendes Recht umgesetzt wurde, eröffnet den Vertragsstaaten die Möglichkeit, in angemessenem Rahmen und unter Wahrung der berechtigten Interessen des Züchters das Züchterrecht in Bezug auf jede Sorte einschränken, um es den Landwirten zu gestatten, Erntegut, das sie aus dem Anbau im eigenen Betrieb gewonnen haben, im eigenen Betrieb zum Zwecke der Vermehrung zu verwenden. Damit trägt der Sortenschutz auch zum Züchtungsfortschritt und zur Ernährungssicherung in weniger entwickelten Ländern bei. Der Umfang dieses „Landwirteprivilegs“ war vor allem in Deutschland und Frankreich umstritten.
Internationale Interessenverbände auf Züchterseite sind
- International Seed Federation, 7, chemin du Reposoir, CH – 1280 Nyon (2002 vereinigt mit ASSINSEL), und
- CIOPORA, Communauté Internationale des Obteneurs de Plantes Ornementales et Fruitières à Reproduction Asexuée, Gänsemarkt 45, 20354 Hamburg.

## Kritik

### Ethische Fragen
Generell wirft der Sortenschutz auch ethische Fragen auf, da hier „geistiges Eigentum“ an biologischen Organismen beansprucht wird.
Der Sortenschutz steht – wie der Patentschutz – in einem Spannungsverhältnis zu dem Interesse der unmittelbar betroffenen Nutzer wie jenen traditionellen Pflanzenzüchtern und Bauernverbänden, welche für einen freien Zugang zu den vorhandenen Ressourcen, deren Erhaltung („Landsorten“; Aufrechterhaltung der Sortenzulassung nach Schutzablauf) und zum Nachbau vor allem in der Landwirtschaft einstehen einerseits und dem Interesse der Saatgut-Industrie und der auf Grüne Gentechnik spezialisierten Forschungsinstituten andererseits.

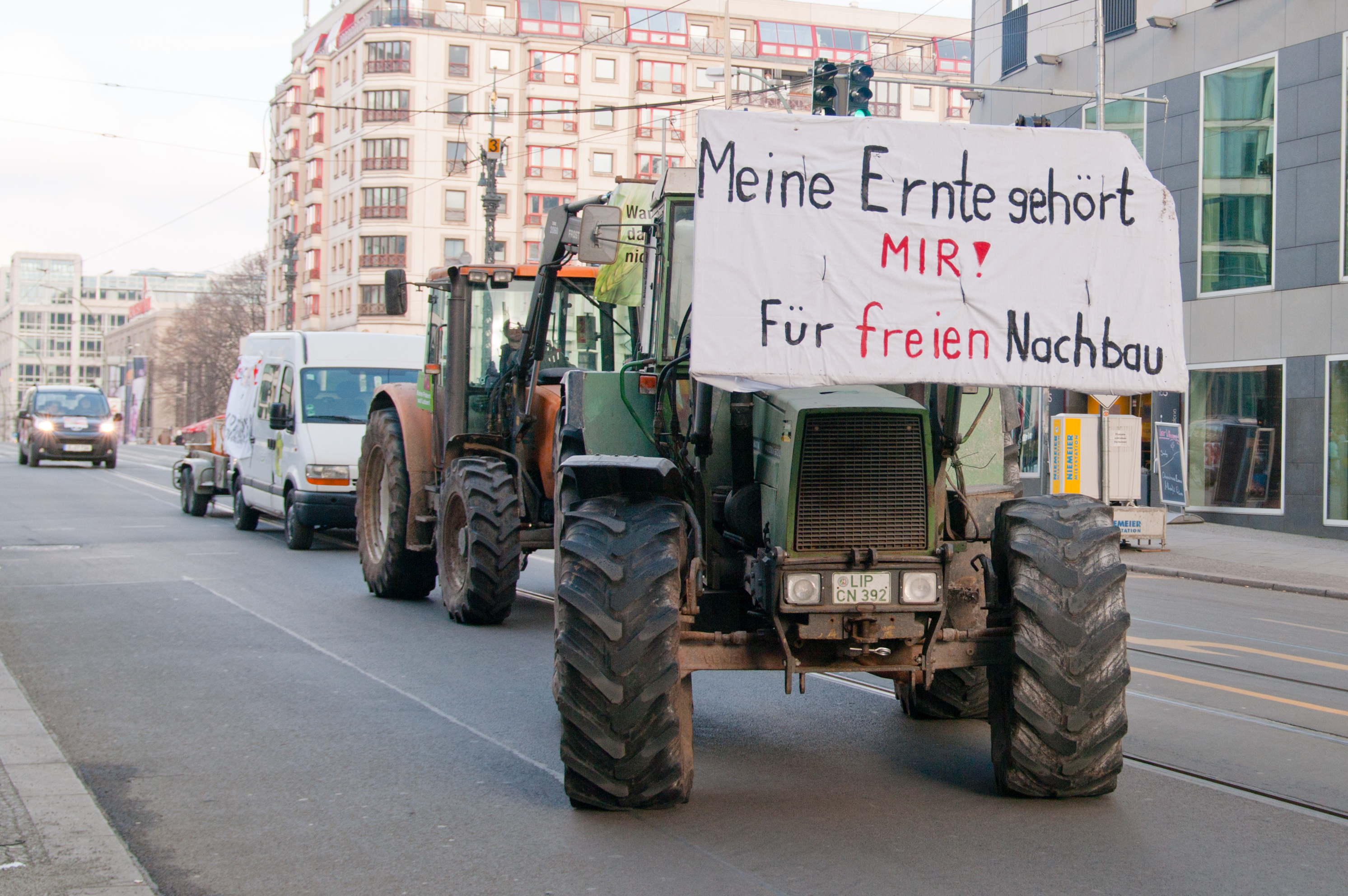
Plakat für freien Nachbau auf der Demonstration Wir haben es satt! 2013

Im Verhältnis zu Entwicklungsländern wird nicht nur in Bezug auf Patente, sondern auch auf Sortenschutzrechte der Vorwurf der Biopiraterie erhoben. Aus Westafrika ist ein Fall von Biopiratierie belegt: In Niger wurde für die bäuerliche Zwiebelsorte "Violet de Galmi" Sortenschutz beantragt, ohne dass eine züchterische Leistung erbracht wurde. Zu den Auswirkungen des gewerblichen Rechtsschutzes auf die genetische Vielfalt ist vor allem die rechtlich nicht bindende Verpflichtung der FAO zu Pflanzengenetischen Ressourcen aus dem Jahr 1983 mit dem »Common Heritage«-Grundsatz von Belang. Den Sortenschutz allenfalls am Rand berührt die Problematik der Freisetzung genetisch manipulierten Materials.

## Freie Sorten
Als freie Sorten oder auch freies Saatgut werden Pflanzensamen und die hieraus wachsenden Pflanzen bezeichnet, die für jeden Menschen zur Nutzung frei gegeben sind. Handelt es sich dabei um Saatgut das unter einer Freien Saatgut Lizenz steht, ist die Nutzung des Saatgut und der Pflanzen, jedoch an Bedingungen geknüpft.
Diese Idee wird von verschiedenen Initiativen vertreten, die das Konzept des Sortenschutzes und des Patentrechtes in Frage stellen und einen Gegenpol zu Eigentum und Exklusivrecht setzen wollen. In Anlehnung an den im Softwarebereich verbreiteten Begriff Open Source wird dieses Saatgut teilweise auch als Open-Source-Saatgut bezeichnet.